# Азербејџан на Светском првенству у атлетици на отвореном 2011.
Азербејџан је учествовао на Светском првенству у атлетици на отвореном 2011. одржаном у Тегу од 27. августа до 4. септембра. Репрезентацију Азербејџана представљао је један атлетичар који се такмичио у бацању кладива. , 
На овом првенству Азербејџан није освојио ниједну медаљу. Није било нових националних, личних и рекорда сезоне.

## Учесници
Мушкарци:
- Дмитриј Маршин — Бацање кладива

## Резултати

### Мушкарци
| Атлетичар      | Дисциплина     | Лични рекорд | Квалификације | Квалификације | Финале               | Финале  | Детаљи |
| Атлетичар      | Дисциплина     | Лични рекорд | Резултат      | Место         | Резултат             | Место   | Детаљи |
| -------------- | -------------- | ------------ | ------------- | ------------- | -------------------- | ------- | ------ |
| Дмитриј Маршин | Бацање кладива | 74,04        | 70,04         | 15. у гр. А   | Није се квалификовао | 26 / 35 |        |